# 모두투어
모두투어(Modetour Network Inc.)는 국내외 여행알선 및 항공권 판매, 인바운드 여행업, 호텔운영업을 영위하는 상장 여행기업이다.
1989년 국내 최초의 도매여행기업인 (주)국일여행사로 설립되었으며, 2005년 2월 현재의 상호인 (주)모두투어네트워크로 법인명을 변경했다. 그해 7월 코스닥시장에 상장했으며, 2018년 3월 현재 10개의 자회사와 유럽, 일본, 중국 등 9곳에 해외지사를 두고 있다.
주요 사업은 국내외 여행알선서비스, 호텔숙박서비스, 부동산업 및 임대업 등이다. 매출 비중은 여행알선 서비스업이 95%를 차지한다. 도매(간접판매)여행사의 특성상 대리점 영업을 기반으로 서울을 비롯한 주요 도시에 직영 지점 및 영업소를 설치해 운영하고 있다.
주요 자회사로는 패키지 여행상품 및 항공권 직접 판매 사업을 하고 있는 (주)자유투어와 외국인 관광객의 국내여행 인바운드 사업을 하는 (주)모두투어인터내셔널, 해외 크루즈 선사의 국내판매권을 보유하고 내외국인에게 크루즈 캐빈 및 기획상품을 판매하고 있는 (주)크루즈인터내셔널 등이 있다
호텔사업은 2012년 제주 로베로호텔을 인수하며 시작한 뒤, 2014년 (주)모두투어리츠와 (주)모두스테이를 설립하고 호텔브랜드인 ‘스타즈 호텔(Staz Hotel)'을 출범시켰다. 현재 스타즈 호텔 명동1호점, 명동2호점, 독산점, 동탄점, 울산점, 로베로점(제주)를 비롯해 베트남 다낭'스테이호텔'을  운영중이다.

## 모두투어 영업네트워크

### 국내 네트워크
모두투어는 전국의 13개 영업지점 및 영업소를 10개 지역본부 산하로 나누고 지역 여행사와 함께 지역색을 살린 상품을 개발, 홍보를 하고 있다.
모두투어 Growing Together사업의 일환으로 이러한 파트너쉽을 가진 여행사들을 브랜드화하여 ‘모두투어 베스트파트너’를 탄생 시켰다.

### 해외 네트워크
모두투어는 대표적 해외여행 거점인 9개의 해외법인과 4개의 해외지사를 설립하였으며 유럽의 영국법인, 프랑스법인, 스페인법인, 아시아의 일본법인(큐슈지사), 중국법인(장가계지사, 상해지사, 서안지사), 홍콩법인을 운영 중이다. 현지 행사의 원활한 진행 및 서비스 향상을 위해 설립된 해외 현지법인은 가이드 교육, 신상품 개발을 비롯한 현지 행사진행의 모든 업무를 하고 있다.

## 모두투어 사업현황

### 여행사업
㈜모두투어 인터내셔널 | ㈜크루즈인터내셔널 | ㈜호텔앤에어닷컴 | ㈜자유투어

### 호텔사업
㈜모두스테이 | MODE HOTEL&REALTY

### 부동산업
(주)모두투어리츠